# Меленка (приток Большой Кокшаги)
Меленка — река в Санчурском районе Кировской области. Левый приток Большой Кокшаги.

## Описание
Длина реки 11 км, площадь водосборного бассейна 29,8 км². Берёт начало в 1,5 км к северо-востоку от села Алексеиха от небольшой сети канав. Направление течения — северо-западное. В низовьях у села Городище река поворачивает на юго-запад и впадает в Большую Кокшагу по левому берегу в посёлке Санчурск (в 300 м ниже моста и в 173 км от устья).
В верхней половине реки берега покрыты лесной растительностью.
На берегу реки также расположена малая деревня Писарино (у деревни реку пересекает автодорога Йошкар-Ола — Санчурск), в бассейне находятся деревни Выползово, Ворохово, Сосново, Легканур.

## Данные водного реестра
По данным государственного водного реестра России относится к Верхневолжскому бассейновому округу, водохозяйственный участок реки — Волга от Чебоксарского гидроузла до города Казань, без рек Свияга и Цивиль, речной подбассейн реки — Волга от впадения Оки до Куйбышевского водохранилища (без бассейна Суры). Речной бассейн реки — (Верхняя) Волга до Куйбышевского водохранилища (без бассейна Оки).
Код объекта в государственном водном реестре — 08010400712112100000718.